# فیلیپین دیلی اینکوایر
فیلیپین دیلی اینکوایر (انگلیسی: Philippine Daily Inquirer) شرکت خبرگزاری فیلیپینی است، که در سال ۱۹۸۵ تأسیس شد.